# Bastian Kypke
Bastian Kypke (* 1977) ist ein ehemaliger deutscher Footballspieler.

## Laufbahn
1992 kam Kypke über eine Arbeitsgemeinschaft in der Schule mit dem American Football in Berührung und stieß in die Jugendabteilung der Braunschweig Lions. In der 1996er Saison stand er erstmals im Aufgebot der Herrenmannschaft, für die er dann bis zum Ende des Spieljahres 2005 auflief. Er gewann mit Braunschweig viermal die deutsche Meisterschaft (1997, 1998, 1999, 2005) und wurde fünfmal Vizemeister (2000, 2001, 2002, 2003, 2004). 1999 und 2003 siegte er mit der Mannschaft im Eurobowl, 2002 verlor er das Europapokalendspiel. Im Anschluss an die Saison 2005 zog sich der Defensive Back wie andere langjährige Stammkräfte wie Rico Trute, Stefan Wesche und Stefan Zich aus dem Kader zurück. Der 1,86 Meter große Kypke nahm mit der deutschen Nationalmannschaft an den Europameisterschaften 2000 (Silber) und 2001 (Gold) teil.
Nach seiner Spielerlaufbahn wurde Kypke bei den Braunschweig Lions 2007 Assistenztrainer und als solcher für die Defensive Backs verantwortlich, von 2009 bis 2011 war er Verteidigungskoordinator, dann wieder für die Defensive Backs zuständig. 2012 wurde er zudem Mitglied des Trainerstabs der deutschen Nationalmannschaft und kümmerte sich dort ebenfalls um die Defensive Backs. In diesem Amt trug er zum Gewinn des EM-Titels 2014 bei.